# Редіу (Галац)
Редіу (рум. Rediu) — село у повіті Галац в Румунії. Входить до складу комуни Редіу.
Село розташоване на відстані 197 км на північний схід від Бухареста, 35 км на північний захід від Галаца.

## Населення
За даними перепису населення 2002 року у селі проживали 1760 осіб, усі — румуни. Усі жителі села рідною мовою назвали румунську.